# María Francisca de Borbón-Parma
María Francisca Antonieta Juana Magdalena de Borbón-Parma (en francés: Marie-Françoise Antoinette Jeanne Madeleine de Bourbon-Parme; París, 19 de agosto de 1928) es una princesa y filántropa francesa. Después de escapar de la revolución húngara de 1956 con la ayuda de Catholic Relief Services, ayudó a asentar a los refugiados en Berlín Occidental que huían de la Unión Soviética. En la década de 1980, mientras su esposo, el príncipe Edouard de Lobkowicz se desempeñaba como embajador de la Orden Soberana y Militar de Malta en el Líbano, participó en la construcción y desarrollo de doce centros médicos y sociales propiedad de la Orden. La princesa Marie-Françoise fundó la Asociación Malte Liban, una organización católica que recauda dinero para clínicas médicas que atienden a los pobres en el Líbano, en 1987. Se desempeñó como delegada de las Naciones Unidas de 1990 a 1995.

## Vida temprana y familia
Marie-Françoise nació el 19 de agosto de 1928 en París. Es hija del príncipe Javier de Borbón-Parma, duque de Parma y Piacenza, y de Madeleine de Borbón-Busset. Su padre era el duque titular de Parma, el pretendiente carlista al trono español y el jefe de la Casa de Borbón-Parma. Su madre, como hija de Georges de Bourbon-Busset, conde de Lignières, era miembro de la línea no dinástica Bourbon-Busset de la Casa de Borbón. 
Es descendiente directa de San Luis IX y de Luis XIV; sobrina de los últimos emperadores de Austria, Carlos de Austria y Zita de Borbón-Parma; y hermana de los príncipes Carlos Hugo, María Teresa, Cecilia María, María de las Nieves y Sixto Enrique, duque de Aranjuez.
Durante la ocupación alemana de Francia, su padre fue arrestado por los Nazis y luego deportado al campo de concentración de Dachau. Después de su detención, huyó a Austria con la ayuda de Catholic Relief Services durante el éxodo de húngaros durante la Revolución húngara de 1956. Luego se instaló en Berlín Occidental para ayudar a los que huían de la Unión Soviética.
Tras la muerte de su padre en 1977, su madre repudió y desheredó a sus hermanos menores Carlos Hugo, María Teresa, Cecilia y Nieves, por abandonar el tradicionalismo y mandó que a su muerte no pudiesen asistir al velatorio de su cadáver en el castillo de Lignières. María Francisca y Sixto Enrique se mantuvieron leales a los principios carlistas. María Francisca no asistió al funeral de Carlos Hugo en 2010.

## Matrimonio y hijos
El 11 de diciembre de 1959, Marie-Françoise se casó con el príncipe Edouard de Lobkowicz en una ceremonia civil en Besson, Allier. El 7 de enero de 1960 se celebró una ceremonia religiosa en Notre-Dame de París. Su boda fue la primera boda borbónica que tuvo lugar en la catedral desde la boda de Carlos Fernando, duque de Berry, con la princesa Carolina de Nápoles y Sicilia en 1816. Tuvieron cuatro hijos:
- Príncipe Marie Edouard-Xavier Ferdinand Auguste Gaspard (18 de octubre de 1960, París - 27 de abril de 1984, Ivry-sur-Seine)
- Príncipe Marie Robert Emanuel Joseph Michel Benoît Melchior (31 de diciembre de 1961, París - 29 de octubre de 1988, Bhannes, Líbano)
- Príncipe Marie Charles-Henri Hugues Xavier Benoît Michel Edouard Joseph Balthazar (nacido el 17 de mayo de 1964 en París)
- Princesa Marie Gabrielle Anita Olga Thérèse Lisieux Gaspara (nacida el 11 de junio de 1967 en París)

El hijo mayor de Marie-Françoise, Edouard-Xavier, fue asesinado en París en 1984 en un atentado terrorista. Su segundo hijo, Robert Emanuel, murió en 1988 de un tumor cerebral. Su marido murió en 2010.

## Trabajo humanitario
En 1980, ella y su familia se mudaron al Líbano, donde su esposo había sido nombrado embajador de la Orden Soberana y Militar de Malta. En Líbano se involucró en la construcción y desarrollo de doce centros médico-sociales propiedad de la Orden. En 1987 fundó la Asociación Malte Liban, una organización católica que recauda dinero para las clínicas médicas que atienden a los pobres. 
Marie-Françoise fue miembro de la delegación de Saint-Siège de las Naciones Unidas de 1990 a 1995. 

## Títulos y tratamientos
| ● 19 de agosto de 1928-11 de diciembre de 1959: | Su alteza real la princesa María Francisca de Borbón-Parma                                                    |
| ● 11 de diciembre de 1959-2 de abril de 2010:   | Su alteza real la princesa María Francisca de Borbón-Parma, princesa consorte de Lobkowitz, princesa de Parma |
| ● 2 de abril de 2010-presente:                  | Su alteza real la princesa María Francisca de Borbón-Parma, princesa viuda de Lobkowitz, princesa de Parma    |